# Tolgay Karakaya
Tolgay Karakaya (* 4. September 1990 in Giresun) ist ein türkischer Fußballspieler.

## Karriere
Karakaya begann 2004 in der Jugend von Giresunspor mit dem Vereinsfußball. 2011 wurde er mit einem Profivertrag ausgestattet und anschließend für eine Spielzeit an Çarşambaspor ausgeliehen. Später folgten noch halbjährige Ausleihphasen an Elazığ Belediyespor und Isparta Emrespor. 
Für die Saison 2013/14 wurde er im Kader behalten und absolvierte als Ersatzspieler drei Drittligaspiele. Mit Giresunspor beendete er die Saison als Meister der TFF 2. Lig und stieg in die TFF 1. Lig auf.
Im Sommer 2014 verließ er Giresunspor und wechselte zum Viertligisten Van Büyükşehir Belediyespor.

## Erfolge
Mit Giresunspor
- Meister der TFF 2. Lig und Aufstieg in die TFF 1. Lig: 2013/14